# 中村金吾 (ガラス職人)
中村 金吾（なかむら きんご、1912年（大正元年）11月15日 - 1967年（昭和42年）8月6日）は、中金硝子（なかきんがらす）総合株式会社の創業者。茨城県猿島郡出身。『江戸色被せ硝子』（えどいろぎせがらす）を製作するための『ポカン工法』を日本で最初に編み出した硝子職人。

## 生涯
2色の硝子を重ねて吹く『江戸色被せ硝子』を主に製造するため、中金硝子総合株式会社の前身である中金硝子製作所を昭和21年（1946年）に東京都江戸川区平井に設立した。社名は、中村の中（なか）と金吾の金（きん）を取り「中金（なかきん）硝子」とした。創業以来、独自の研究・開発を進め、生涯を通して硝子製造一筋の職人人生を送る。特に江戸切子の普及に貢献し、硝子に被せる色硝子の発色や製造工法に関する多大な功績を残し、切子界の影の功労者と言われている。

## ポカン工法の確立
『江戸色被せ硝子』を美しく効率的に製作するための工法で、外側に薄く色ガラスを吹き、熱した特殊なお窯に入れながら内側に他の色のガラスを吹いて溶着する工法で、窯からガラスを外すときに『ポカン』と音がするのでこの名を付けたのが始まり。金吾は、『ポカン工法』を当時の同業者職人に広めたことから、現在もこのポカン工法は多くの硝子製品製造において広く利用されている。